# Peter Phillips
Peter Mark Andrew Phillips (Londres, 15 de novembro de 1977) é o filho da princesa Ana com o seu primeiro marido, Mark Phillips. É sobrinho do rei Carlos III do Reino Unido e neto mais velho da rainha Isabel II do Reino Unido e do príncipe Philip, Duque de Edimburgo. 
É atualmente o 19.º na linha de sucessão ao trono britânico. Ao nascer, era o quinto, permanecendo assim até o nascimento de seu primo, o príncipe Guilherme, em 1982.  

## Biografia

### Nascimento e batizado
Peter Phillips nasceu no Hospital de St. Mary, em Paddington, Londres, às 10:46 do dia 15 de novembro de 1977, como primeiro filho da princesa Ana, única filha da rainha Isabel II, e de seu então marido, Mark Phillips, um ex-capitão do regimento de cavalaria 1st The Queen's Dragoon Guards. Como é a tradição, quando ele nasceu foram disparados tiros da Torre de Londres para saudá-lo. Por sua vez, a família de seu pai comemorou seu nascimento numa igreja em Great Somerford, em Wiltshire. 
Peter foi batizado em 22 de dezembro de 1977, pelo então arcebispo da Cantuária, Donald Coggan, no Salão de Música do Palácio de Buckingham. Seus padrinhos foram: o príncipe Carlos (seu tio materno), Geoffrey Tiarks, o capitão Hamish Lochare, lady Cecil Cameron de Lochiel e Timothy Holderness-Roddam. 
Ele tem uma irmã menor, Zara Phillips, e duas meias-irmãs, Felicity Tonkin (nascida em 1985, na Nova Zelândia), que é fruto do relacionamento de seu pai com sua ex-amante, e Stephanie Phillips (nascida em 1997), que é filha de seu pai com sua segunda esposa, Sandy Pflueger. 

### Educação
Peter foi primeiramente matriculado na Escola Preparatória de Port Regis, em Shaftesbury, Dorset. Depois, foi para Gordonstoun School, na Escócia, onde seu avô, o príncipe Filipe, e todos os seus tios maternos estudaram. Peter foi monitor em Gordonstoun School e em todas as equipas de rugby dessas escolas.
Terminada sua educação secundária, Peter foi para a Universidade de Exeter, graduando-se em Ciências do Esporte. 

### Vida pós-universitária
Ele namorou Elizabeth Lorio, uma herdeira americana, por dois anos e, em 2001, viveram juntos por oito meses. Depois teve um relacionamento com Tara Swain, uma comissária de bordo, que durou quatro meses.

## Funções e carreira profissional
Após sua graduação em 2000, Peter trabalhou para times de corrida de Fórmula 1, Jaguar Racing e Williams F1. Em setembro de 2005, ele começou a trabalhar no Royal Bank of Scotland, em Gogar, Edimburgo. 
Em 2016, ele foi o responsável por organizar os eventos públicos pelo aniversário de sua avó em frente ao palácio. 
Raramente fotografado em público, Peter não tem deveres ou compromissos reais oficiais, mas algumas vezes acompanha a família real britânica em eventos, como o Royal Ascot e o Trooping the Colour. 

## Noivado, casamento e divórcio

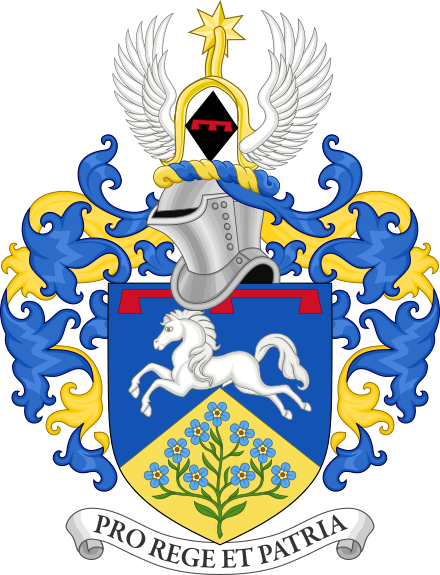
Brasão de Peter Phillips herdado de seu pai Mark Phillips

Em 2003, ele conheceu Autumn Kelly, uma consultora de administração canadense, durante o Grande Prêmio do Canadá, em Montreal. Eles viveram juntos em uma cabana dentro da propriedade de Gatcombe Park, em Gloucestershire, onde vive sua mãe. O noivado entre eles foi anunciado em 28 de julho de 2007.
Em 3 de agosto de 2007, a imprensa britânica relatou que Autumn era católica, depois que o jornal The Tablet evidenciou seu batismo. De acordo com o Decreto de Estabelecimento de 1701, se Peter Phillips desposasse uma católica, perderia seu lugar na linha de sucessão ao trono. Porém, no dia 30 de abril de 2008 foi anunciado que Kelly havia se convertido à Igreja Anglicana da Inglaterra.
Peter e Autumn se casaram em 17 de maio de 2008, na Capela de St. George, no Castelo de Windsor, e a cerimônia foi conduzida pelo deão de Windsor, David Conner. Ele foi o primeiro dos netos da monarca britânica a se casar.  
No dia 10 de fevereiro de 2020, a imprensa britânica anunciou que o casal havia se separado em 2019, o que foi confirmado oficialmente um dia depois pela Casa Real através de um comunicado enviado à imprensa. Em resumo, o anúncio dizia que a separação era amigável e que eles continuariam a criar juntos as duas filhas.  
O divórcio ocorreu em 14 de junho de 2021.

### Descendência
Peter tem duas filhas, Savannah Anne Kathleen Phillips, nascida em 28 de dezembro de 2010, e Isla Elizabeth Phillips, nascida em 30 de março de 2012, fruto de seu casamento com Autumn Kelly.
Savannah foi a primeira bisneta da rainha Isabel II.

## Polêmicas
Peter e Kelly causaram polêmica ao venderem as fotos de sua boda para a revista Hello em troca de 500 mil libras esterlinas. Ele também foi protagonista de outra polêmica em janeiro de 2020, quando apareceu numa campanha publicitária na China, tomando um copo de leite, tendo um castelo ao fundo. No vídeo ele dizia: "isto é o que bebo".  